# Buttyin község
Buttyin község (románul: Comuna Buteni) község Arad megyében, Romániában. Központja Buttyin, beosztott falvai Borosberend, Gósd, Köved.

## Népessége
A 2011-es népszámlálás adatai alapján a község népessége 3403 fő volt.

| 2011 | 3 403 |
| 2021 | 3 262 |